# VSS Imagine
VSS  Imagine
- 用途：スペースプレーン
- 製造者：スペースシップ・カンパニー
- 運用者：ヴァージン・ギャラクティック
- 生産数：1
- 生産開始：2021年
- 運用状況：開発中止

VSS Imagine (Virgin Space Ship Imagine) は、スペースシップ IIIクラスの弾道ロケット推進型の有人スペースプレーン。ヴァージン・ギャラクティックが注文した2機のスペースシップIIIクラスの宇宙船の1つ（2機目はVSS Inspire）。
最初に製造されたスペースシップIIIとしてヴァージン・ギャラクティック船団の一部として使用される予定であった。宇宙船は2021年3月30日に公開され、2021年の春と夏に地上テストと滑空テストを受けるとされた。
しかし、その後VSS Imagineが飛行することはなく、2024年に先代のVSS Unityが運用終了した際に、これらの機体はその後継となるDelta Class開発のための地上試験などに転用されることが報じられている。